# Raspenhaus
Raspenhaus ist ein ehemaliger Wohnplatz in Hückeswagen im Oberbergischen Kreis im Regierungsbezirk Köln in Nordrhein-Westfalen (Deutschland).

## Lage und Verkehrsanbindung
Der Wohnplatz Raspenhaus befand sich westlich des Stadtkerns von Hückeswagen an der Kreisstraße K3 (hier Wiehagener Straße) im heutigen Kreuzungsbereich von deren Nebenstraßen Drosselweg und der gleichnamigen Straße Am Raspenhaus. Der Ort ist als eigenständige Ortslage nicht mehr wahrnehmbar, da er vollständig in den Siedlungsbereich des Stadtteils Wiehagen aufgegangen ist.
Nachbarorte sind die Hückeswagener Kernstadt, Wiehagerhöhe, Waag, Brunsbach, Kammerforsterhöhe und Grünenthal.

## Geschichte
Der Wohnplatz Raspenhaus ist erst in der ersten Hälfte des 19. Jahrhunderts gegründet worden. Während die Topographische Aufnahme der Rheinlande von 1824 noch keine Bebauung neben Wiehagen zeigt, ist der Wohnplatz auf der Preußischen Uraufnahme von 1844 eingezeichnet und mit Hoffnung beschriftet. Auf den Ausgaben 1893 bis 1956 des Messtischblatts Remscheid der amtlichen topografischen Karte 1:25:000 ist der Wohnplatz mit Raspenhaus beschriftet.
Im Gemeindelexikon für die Provinz Rheinland werden für 1885 ein Wohnhaus mit 37 Einwohnern angegeben. Der Ort gehörte zu dieser Zeit zur Landgemeinde Neuhückeswagen innerhalb des Kreises Lennep. 1895 besitzt der Ort ein Wohnhaus mit 31 Einwohnern, 1905 ein Wohnhaus und 29 Einwohner.
Ab den 1950er Jahren wuchs die Bebauung um Raspenhaus. Die Baulücken zu Waag, Wiehagen und Wiehagerhöhe schlossen sich in den 1960/70er Jahren vollständig, so dass der Wohnplatz seine Eigenständigkeit verlor.